# Adolfo Ruscelli
Adolfo Ruscelli (Milano, 1873 – Milano, 24 settembre 1924) è stato un ciclista su strada e pistard italiano.
Uno dei pioneri del ciclismo italiano, ottenne come maggiori risultati il secondo posto nel campionato nazionale di resistenza del 1892 alle spalle di Luigi Cantù, il terzo posto nel campionato nazionale di velocità "juniores" del 1892 a Genova e la vittoria nel titolo nazionale di velocità "seniores" del 1893 ad Alessandria battendo Romolo Buni e Giuseppe Genta.

## Palmarès

### Pista
- 1893

Campionati italiani, Velocità seniores